# Merritt Lyndon Fernald
Merritt Lyndon Fernald (Orono, 5 ottobre 1873 – Cambridge, 22 settembre 1950) è stato un botanico statunitense, fu un rispettato studioso della tassonomia e della fitogeografia della flora vascolare del temperato Nord America orientale.

## Biografia
Fernald era figlio di Mary Lovejoy Heywood e di Merritt Caldwell Fernald, docente all'Università del Maine.
Si iscrisse all'Orono High School, periodo in cui decise di voler diventare un botanico, collezionando piante della zona e pubblicando due scritti di botanica quando ancora frequentava la scuola superiore. In seguito si iscrisse al Maine State College per un anno, ma all'età di 17 anni iniziò a lavorare come assistente presso il Gray Herbarium dell'Università di Harvard. Iniziò a studiare ad Harvard nel 1891, laureandosi con lode nel 1897, aggregandosi alla facoltà e rimanendo attivo all'Herbarium durante quel periodo.
Il 15 aprile 1907 Fernald sposò Margaret Howard Grant (1875-1957) a Providence, nel Rhode Island. Lei era la figlia di Henry Tyler Grant Jr. e Annie M. (Manton) Grant. Ebbero 3 figli: Katherine (1908-1986), Mary (1910-1927) e Henry Grant Fernald (1913-1982).
Fernald rimase ad Harvard per l'intera carriera professionale, prima come istruttore, poi come professore, e infine come curatore e direttore del Gray Herbarium.
Gli studi botanici di Fernald si occuparono prevalentemente della flora del Nord America orientale, seguendo le orme del suo illustre predecessore Asa Gray, curando la centesima edizione del Gray’s Manual of Botany (1950), una delle più prestigiose pubblicazioni sulla flora del Nordamerica.
Nel 1925 apportò un importante contributo alla glaciologia confutando l'allora popolare teoria della massiccia glaciazione avvenuta negli Stati Uniti nord-orientali e Canada durante il Pleistocene; la sua teoria, basata sui suoi studi botanici, affermava che furono ampie le aree che scamparono alla glaciazione, in grado di sostenere e supportare la sopravvivenza di una larga parte delle specie vegetali e animali. Questa teoria, pubblicata in Persistence of Plants in Unglaciated Areas of Boreal America (una delle sue 800 pubblicazioni), venne soprannominata nunatak, parola eschimese che indica una montagna che sormonta un ghiacciaio.
Nel 1940 Fernald fu insignito del premio Leidy (Leidy Award) dall'Academy of Natural Sciences di Philadelphia.

## Opere principali
- Persistence of Plants in Unglaciated Areas of Boreal America in Memoirs of the American Academy of Arts and Sciences. 15 (1925). 239–342
- Edible Wild Plants of Eastern North America (Cornwall, N.Y., 1943), scritto con  A. C. Kinsey
- 8th revision of Gray's Manual (1950)